# André Le Nôtre
André Le Nôtre (París, 12 març del 1613 - 15 de setembre del 1700) fou jardiner del rei Lluís XIV de 1645 a 1700 i va tenir sobretot com a tasca concebre la disposició del parc del palau de Versalles, però també el del Château de Vaux-le-Vicomte i del Château de Chantilly. Era un famós cortesà i aconseguí fer amistat amb Lluís XIV. Va ser l'autor dels plànols de nombrosos jardins a la francesa.
El seu pare, Jean Le Nôtre, tenia també un somni a la vida: esdevenir un gran pintor.

## Biografia

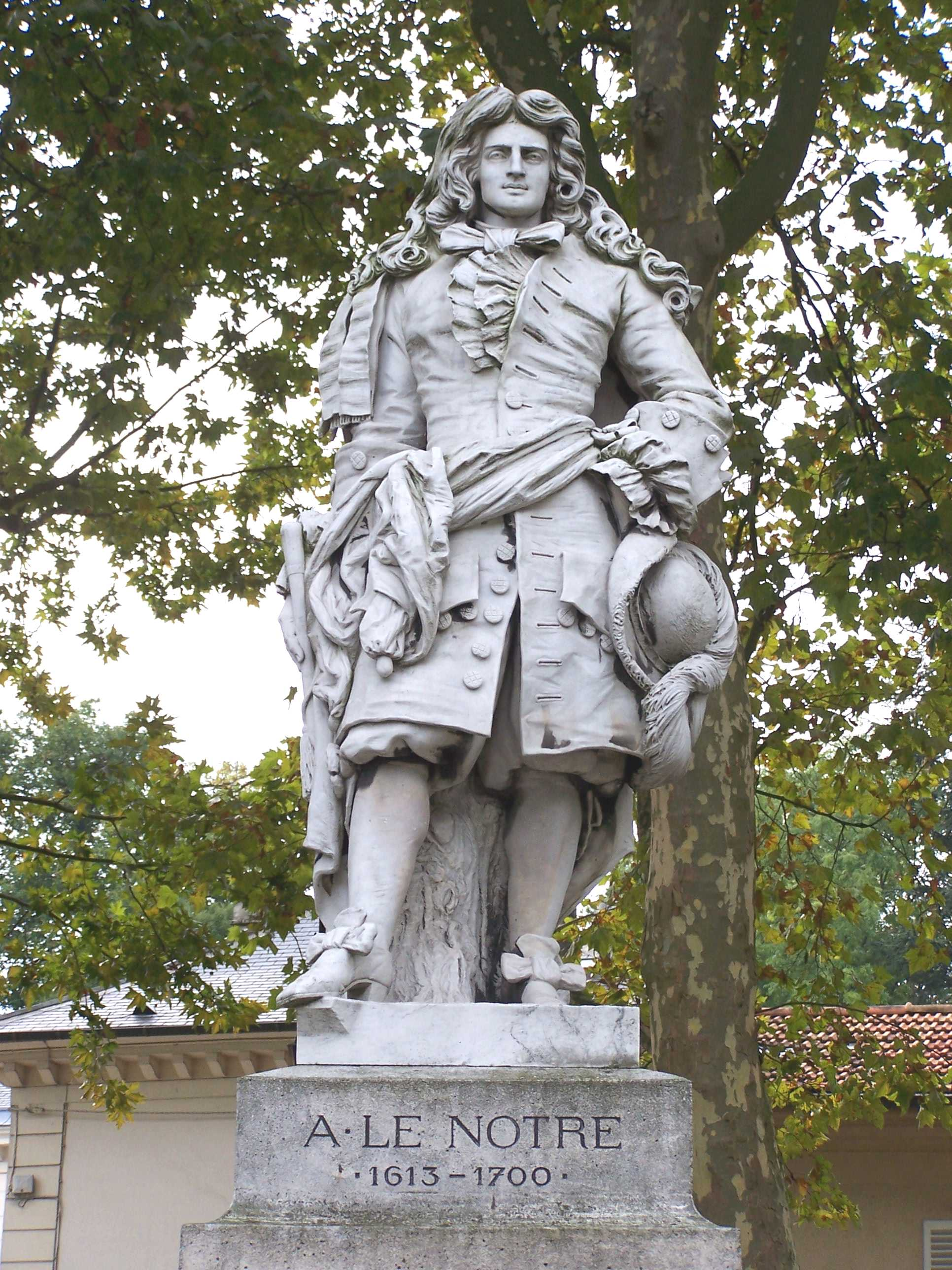
Estàtua a Versalles, plaça Alexandre I de Iugoslàvia

- 1613: Naixement d'André Le Nôtre a París, fill de Jean Le Nôtre, jardiner del rei a les Teuleries.
- 1635: Le Nôtre és nomenat primer jardiner del duc d'Orléans.
- 1637: Succeeix el seu pare com a jardiner del rei a les Teuleries.
- 1640: Es casa amb Françoise Langlois.
- 1643: És nomenat "dibuixant de les plantes i terrasses" d'Anna d'Àustria
- 1645-1646: Modernitza els jardins del castell de Fontainebleau.
- 1656-1661: Crea els jardins del Château de Vaux-le-Vicomte a petició de Nicolas Fouquet.
- 1657: Es fa controlador general dels edificis del Rei.
- 1662: Le Nôtre dibuixa els plànols de Greenwich per a Carles II d'Anglaterra i d'Escòcia.
- 1662 - 1687: Es dedica als jardins de Versalles.
- 1662 - 1684: Le Nôtre transforma per al Grand Condé els jardins del castell de Chantilly.
- 1663 - 1672: Renova els jardins del château de Saint-Germain-en-Laye.
- 1665 - 1693: Condiciona i manté els jardins del Château de Saint-Cloud per a Philippe d'Orléans.
- 1666 - 1672: Colbert encarrega Le Nôtre d'embellir el Jardí de les Teuleries.
- 1667: Le Nôtre perllonga la perspectiva de les Teuleries: és el naixement de l'avinguda dels Champs-Élysées.
- 1670 - 1683: Colbert encarrega a Le Nôtre d'arranjar els jardins del seu Château de Sceaux.
- 1670: Concep un projecte per al castell de Racconigi a Itàlia.
- 1674 - 1698: Refà els jardins de Venaria Reale a Itàlia.
- 1675: Le Nôtre és ennoblit pel Rei.
- 1679 - 1691: Intervé en l'arranjament dels jardins del Château de Meudon per a Louvois.
- 1692: Participa en el condicionament del Château de Marly, darrera residència de Lluís XIV.
- 1693: Deixa de treballar i ofereix les seves obres d'art més belles al Rei.
- 1694: Envia per carta les seves instruccions per al Palau de Charlottenburg i el Castell de Cassel a Alemanya.
- 1698: Adreça a Guillem III d'Anglaterra els plànols per al Castell de Windsor.
- 1700: Mor a París. És enterrat a l'església Saint-Roch de la mateixa ciutat.

## La seva vida

### Un futur de jardiner
André Le Nôtre nasqué a una família de jardiners. El seu pare i el seu avi van ser responsables del Jardí de les Teuleries. El seu padrí era controlador dels jardins i el marit de la seva padrina, Claude Mollet, fou un il·lustre jardiner. André obtingué ràpidament un coneixement pràctic que complementà amb una formació teòrica. El primer gran jardí francès portant la marca distintiva de Le Nôtre va ser el jardí del castell de Wattignies (al sud de Lilla), acabat el 1640 i construït pel senyor de Wattignies, Philippe de Kessel. S'estima que el jardí va ser dissenyat cap a 1635-1637, quan Le Nôtre tenia 22/24 anys. S'hi troben passeigs en angle agut, l'exposició és al sud-est (clàssica), el degradat de les essències d'arbres en perspectiva, els grans testos Medicis esculpits en pedra, el Teatre de verdor. Aquesta primera realització li aportà els primers grans ingressos i sobretot la primera referència que llançà la seva reputació.

### Un adolescent estudiós
Però també fou atret per altres arts que entraren en joc en el seu futur ofici de jardiner del Rei. Coneixia matemàtiques, pintura i arquitectura. Entrà aleshores al taller de Simon Vouet, pintor del rei Lluís XIII, on hi aprengué l'art del classicisme i de les perspectives, i es feu amic de Charles Le Brun. François Mansart li permeté estudiar arquitectura durant diversos anys.
Cap a l'edat de quaranta anys, decidí fer-se jardiner, fort de totes les competències guanyades durant les seves experiències artístiques precedents.

### Els inicis com a jardiner
André Le Nôtre debutà en l'ofici amb el projecte dels jardins del château de Vaux-le-Vicomte, iniciat per Nicolas Fouquet. Treballa llavors en coordinació amb Louis Le Vau i Charles Le Brun. Aquest taller va fer d'ell un jardiner d'anomenada mundial.
Després de la detenció de Fouquet el 1661, André Le Nôtre va ser contractat per Lluís XIV per rehabilitar els jardins de Versalles. Posteriorment, dissenyà i realitzà nombrosos projectes a tota França.

### La fi de la seva vida
Intervingué en nombrosos projectes a França, i formà nombrosos deixebles, un d'ells el seu nebot, Claude Desgots. El 1678, visità Itàlia i sentencià que "els jardins no s'apropen als del seu país".
Le Nôtre morí a l'edat de 87 anys el setembre de 1700. Deixà darrere seu nombrosos jardins condicionats a la francesa, reconeixibles per les seves perspectives i les seves geometries perfectes, coneguts i amb renom arreu al món.

## Els principals jardins de Le Nôtre
- jardins del Palau de Versalles

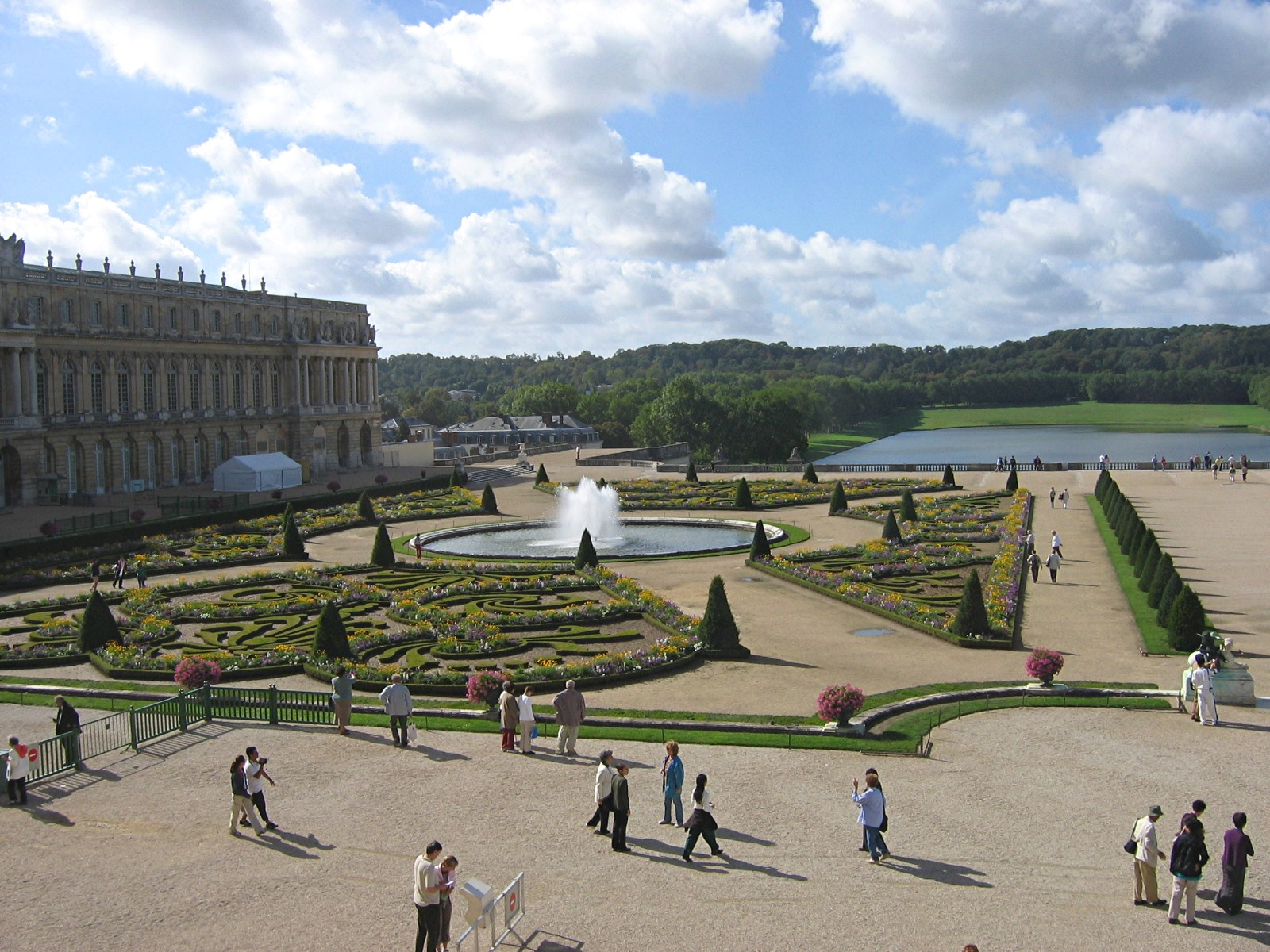
Parterres du Midi, Palau de Versalles

- jardins del château de Vaux-le-Vicomte
- jardins del château de Saint-Germain-en-Laye
- jardins del château de Saint-Cloud (El castell fou destruït, però els jardins encara hi són).
- Jardí de les Teuleries
- parc de Sceaux
- jardins del château de Fontainebleau
- jardins del château de Chantilly
- jardins del château de Bercy a Charenton-le-Pont
- jardins del château de Chambonas
- jardins del château du Fayel
- jardins del château de Cordès prop d'Orcival dissenyats el 1695
- jardins del Palais du Luxembourg
- jardins del château de Versigny (Oise)